# Twierdzenie Zsigmondy’ego
Twierdzenie Zsigmondy’ego znane również jako Twierdzenie Gonga, twierdzenie w teorii liczb dostarczające informacji o dzielnikach pierwszych różnicy n-tych potęg względnie pierwszych liczb naturalnych. Twierdzenie to zostało udowodnione przez austro-węgierskiego matematyka Karla Zsigmondy’ego w 1892 roku.
Twierdzenie Zsigmondy’ego znajduje zastosowanie m.in. w teorii grup, gdzie jest wykorzystywane, by wykazać, że pewne grupy mają różny rząd.

## Twierdzenie[4][6]
Niech {\displaystyle a} i {\displaystyle b} będą względnie pierwszymi liczbami całkowitymi oraz {\displaystyle a>b\geqslant 1.} Wówczas dla każdej liczby całkowitej {\displaystyle n\geqslant 1} liczba {\displaystyle a^{n}-b^{n}} ma co najmniej jeden dzielnik pierwszy {\displaystyle p,} który nie dzieli żadnej z liczb {\displaystyle a^{k}-b^{k}} dla {\displaystyle n>k\geqslant 1,} chyba że ma miejsce jeden z poniższych wyjątków:
- {\displaystyle n=1} oraz {\displaystyle a-b=1;} wtedy liczba {\displaystyle a^{n}-b^{n}=1} oczywiście nie ma żadnych dzielników pierwszych,
- {\displaystyle n=2} oraz {\displaystyle a+b} jest potęgą dwójki; wtedy liczby {\displaystyle a^{2}-b^{2}} i {\displaystyle a-b} są obie parzyste, ponadto każdy nieparzysty dzielnik pierwszy liczby {\displaystyle a^{2}-b^{2}=(a-b)(a+b)} dzieli również {\displaystyle a-b,}
- {\displaystyle n=6,a=2,b=1;} wówczas łatwo sprawdzić, że liczba {\displaystyle 2^{6}-1=63=3^{2}\cdot 7} nie ma nowych dzielników pierwszych, ponieważ {\displaystyle 2^{2}-1=3} oraz {\displaystyle 2^{3}-1=7.}

## Wersja z dodawaniem[6]
Gdy {\displaystyle a,b\in \mathbb {Z} } są różne i względnie pierwsze oraz {\displaystyle n\geqslant 1} jest dowolną liczbą całkowitą, to poza wyjątkiem {\displaystyle a=2,b=1,n=3} liczba {\displaystyle a^{n}+b^{n}} ma co najmniej jeden dzielnik pierwszy {\displaystyle p,} który nie dzieli żadnej z liczb {\displaystyle a^{k}+b^{k}} dla {\displaystyle n>k\geqslant 1.}
Powyższe twierdzenie jest prostym wnioskiem z twierdzenia Zsigmondy’ego.

### Dowód
Przypadek {\displaystyle n=1} jest trywialny.
Dla {\displaystyle n\geqslant 2} ustalmy liczby {\displaystyle a} i {\displaystyle b,} przy czym bez straty ogólności niech {\displaystyle a>b.} Jeżeli nie zachodzi wspomniany wyjątek, to twierdzenie Zsigmondy’ego gwarantuje istnienie dzielnika pierwszego {\displaystyle p} liczby {\displaystyle a^{2n}-b^{2n}} takiego, że {\displaystyle p\nmid a^{k}-b^{k}} dla {\displaystyle k<2n.} Wówczas {\displaystyle p} dzieli liczbę
{\displaystyle a^{2n}-b^{2n}=(a^{n}-b^{n})(a^{n}+b^{n}),}
jednak nie dzieli {\displaystyle a^{n}-b^{n}.} Stąd {\displaystyle p\mid a^{n}+b^{n}.} Załóżmy teraz, że {\displaystyle p\mid a^{k}+b^{k}} dla pewnego {\displaystyle k<n.} Wówczas {\displaystyle p\mid a^{2k}-b^{2k},} co wobec nierówności {\displaystyle 2k<2n} jest sprzeczne z definicją liczby {\displaystyle p.} Zatem niemożliwe jest, by {\displaystyle p\mid a^{k}+b^{k}} dla {\displaystyle k<n.} To kończy dowód.